# Rasm al-Harmal al-Kabir
Rasm al-Harmal al-Kabir – wieś w Syrii, w muhafazie Aleppo. W 2004 roku liczyła 712 mieszkańców.